# Stephano Carrillo
Stephano Emmanuel Carrillo Calderón (ur. 7 marca 2006 w Gómez Palacio) – meksykański piłkarz występujący na pozycji napastnika, od 2025 roku zawodnik holenderskiego Feyenoordu.